# Рафаел Патканян
Рафаел Габріелович Патканян (вірм. Ռափայել Գաբրիելի Պատկանյան) (8 [20] листопада 1830, Нахічевань-на-Дону — 22 серпня [3 вересня] 1892, там же) — вірменський поет — один з основоположників вірменської громадянської поезії, прозаїк, перекладач, громадський діяч. Значна частина літературних творів опублікована під псевдонімом Гамар-Катіпа (іноді зустрічається написання «Камар-Кантіпа»).

## Життєпис
Рафаел Патканян народився 20 листопада 1830 року у місті Нахічевань-на-Дону в родині місцевого священика, педагога і поета-аматора Габріеля Патканяна. Початкове навчання отримав у школі батька, де, зокрема, познайомився з Микаелом Налбандяном, з яким протягом життя зберігав дружні відносини.
Вищу освіту отримав у Москві в Лазаревському інституті східних мов. По завершенні курсів у 1850 році був призначений вчителем до Тифліської вірменської Нерсесовську семінарію. У 1852 році вступив до Дерптського університету. По закінченні курсу в Дерпті продовжив навчання в Петербурзькому університеті. Був слухачем ряду німецьких університетів.
У роки навчання в Санкт-Петербурзі Рафаел Патканян створив вірменський студентський літературний гурток. Акронім, сформований з ініціалів активістів гуртка — «Гамар-Катіпа» — був пізніше використаний ним як псевдонім при виданні перших власних творів, зокрема, літературних збірок 1855—1857 років.
У 1862 році відкрив у Петербурзі вірменську друкарню, в якій, крім його власних творів, видавалися вірменські переклади російської та зарубіжної літератури.
У 1865 році заснував у Петербурзі просвітницький журнал «Північ», орієнтований на вірменську аудиторію. Малося на увазі, що «Північ» замінить закрився незадовго до того московський журнал «Північне Сяйво», який видавався вірменським педагогом і громадським діячем С. Назарянцем. У 1867 році журнал закрився з фінансових причин — кількість передплатників виявилося невелика.
У 1867 році після закриття журналу «Північ» Рафаел Патканян назавжди повернувся до Нахічеваня-на-Дону, де відкрив загальноосвітню школу і ремісниче училище для дітей бідняків, особисто очоливши останнім. Самостійно фінансував роботу цих навчальних закладів — навчання було безкоштовним, в училищі діти отримували харчування «за рахунок закладу».
Помер Рафаел Патканян 3 вересня 1892 року в Нахічевані-на-Дону, похований біля храму вірменського монастиря Сурб Хач поруч з могилою М. Налбандяна.

## Творчість

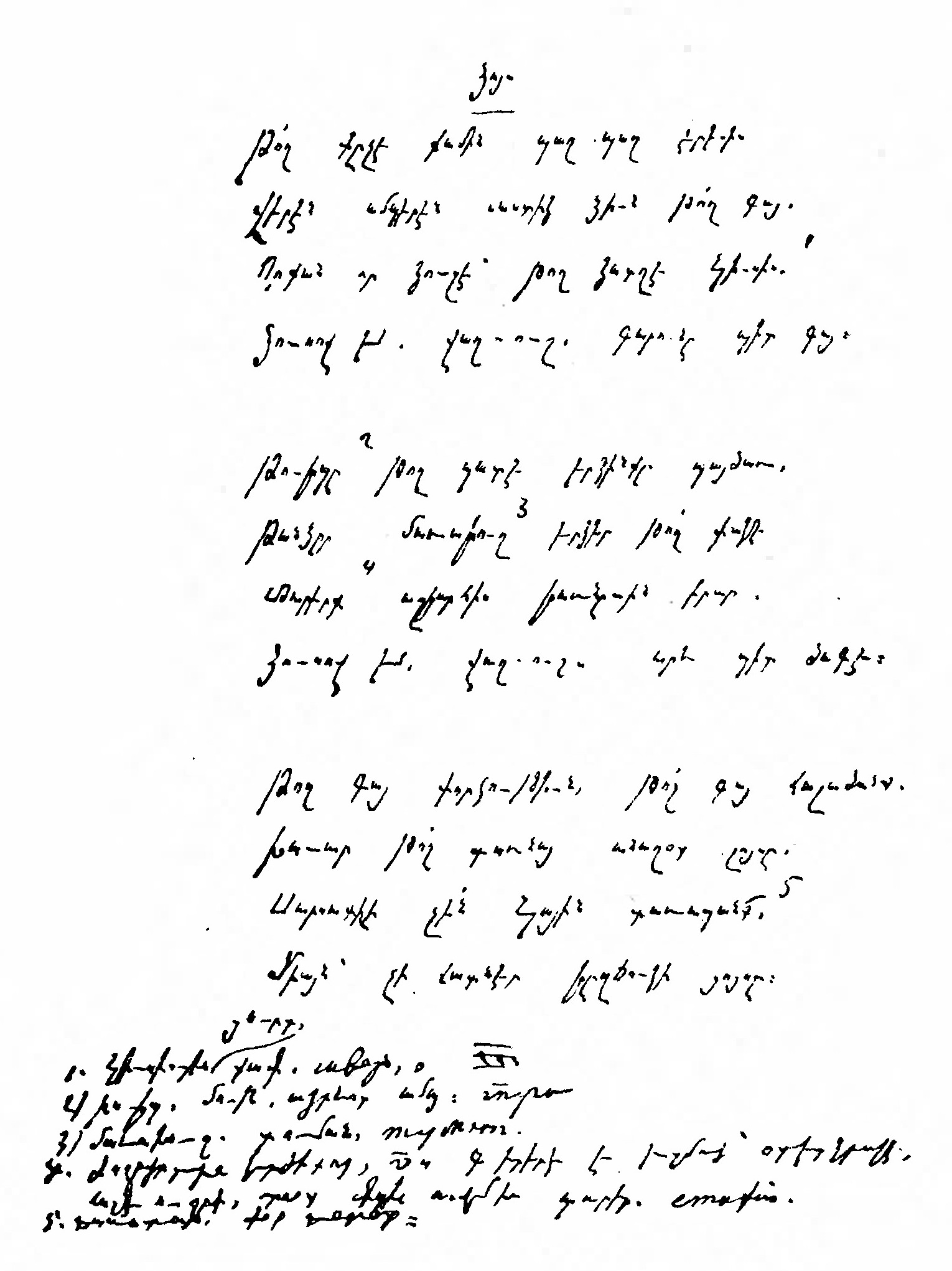
Рукопис Патканяна

Писав переважно літературною вірменською мовою, також російською та рідним для себе нор-нахичеванським діалекті. Більша частина творів віршовані, проте писав прозу — в основному оповідання і нариси.
Лейтмотивом творів Рафаела Патканяна є ідея національного визволення народу Західної Вірменії, який перебував під владою Османської імперії. Автор звертався до національної самосвідомості вірмен і нерідко прямо закликав їх до збройної боротьби за незалежність, зокрема, в таких віршах 1850-х років, як «Сльози Араксу», «Пісня матері Агаси», історичній поемі «Смерть хороброго Вардана Мімакояна».
При цьому у творчості Рафаела Патканяна відображені гарячі симпатії до російського народу і Росії. Найбільш помітно ці мотиви простежуються у віршах, створених у період Російсько-турецької війни 1877—1878 років — наприклад, оповідання «Війна» (1877 рік) віршований цикл «Вольні пісні» (1878 рік).
На більш пізньому етапі, не відмовляючись від громадянської лірики, створив також ряд сатиричних творів — віршовий цикл «Ліра Нового Нахичевана» (1879 рік), а також повістей і оповідань, присвячених гострим соціальним темам — «Честолюбець» (1880 рік), «Пані і служниця» (1884 рік), «Ходячі трупи» (1889 рік).
Крім того, переклав вірменською мовою ряд класичних творів російської та європейської літератури. Так, перу Р. Патканяна належать перші вірменські переклади багатьох байок Езопа, «Робінзона Крузо» Д. Дефо, «Казки про рибака і рибку» Олександра Пушкіна.
При житті Рафаела Патканяна вийшло два видання зібрання його творів (третє побачило світ у 1893 році, через кілька місяців після смерті автора).
Не менш двадцяти віршів Патканяна були при його житті перекладені не лише російською, але й іншими європейськими мовами. Найчастіше перекладалися «Сльози Араксу» — шість разів (у тому числі російською, німецькою, французькою та англійською).

## Пам'ять

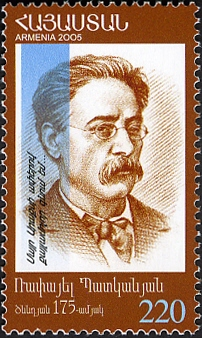
Поштова марка Вірменії, 2006 рік

У 1901 році на могилі було споруджено надгробний пам'ятник роботи скульптора А. Тер-Манукяна. 4 грудня 1974 року розпорядженням Ради міністрів Російської РФСР № 624 він отримав статус історичного пам'ятника федерального значення в складі меморіального комплексу «Сурб — Хач» (до комплексу входять також могили двох інших діячів вірменської культури — М. Налбандяна і А. Алмандаряна, поета і педагога). У 2006 році була випущена поштова марка Вірменії, присвячена Рафаелу Патканяну.
Ім'я Рафаела Патканяна присвоєно літературної студії донських вірмен, заснованої в селі Чалтирь Мясниковського району Ростовської області в грудні 1990 року.